# Pietro Varona
Pietro Varona (Valenza, 24 dicembre 1920 – ...) è stato un calciatore italiano, di ruolo attaccante.

## Carriera
Ha esordito con l'Alessandria nella stagione 1938-1939, nel corso della quale ha messo a segno 2 gol in 14 presenze nel campionato di Serie B ed ha giocato una partita senza segnare in Coppa Italia; l'anno seguente è rimasto in squadra con i Grigi, realizzando un gol in 6 presenze nella serie cadetta. Dopo due stagioni in prestito in Serie C prima con il Casale e poi con l'Asti ha vestito la maglia dell'Alessandria anche nella stagione 1942-1943, nella quale ha giocato 9 partite senza mai segnare in Serie B, e nel 1944 nel Campionato Alta Italia, in cui ha giocato 3 partite senza mai segnare. Successivamente ha vestito per una stagione la maglia del Cuneo in Serie B/C Alta Italia e, nella stagione 1946-1947, quella della Scafatese in Serie B.
In carriera ha giocato complessivamente 59 partite in Serie B, categoria in cui ha anche segnato 6 gol.